# Celina Siwkowska

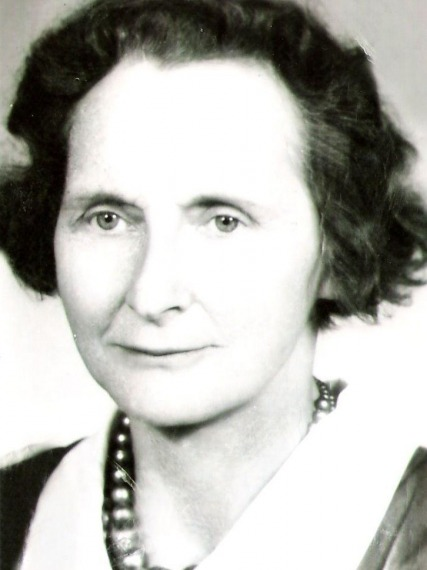
Celina Siwkowska

Celina Siwkowska, z domu Krysiak (ur. 10 kwietnia 1925 w Budach Sułkowskich, zm. 8 sierpnia 2006 w Miłomłynie) – porucznik Wojska Polskiego. Łączniczka i sanitariuszka Batalionów Chłopskich Podokręgu „Wkra”, placówka w Budach Sułkowskich gm. Regimin. Do konspiracji wstąpiła w czerwcu 1942 r. poprzez rekomendację Komendanta Placówki – Stanisława Sychockiego ps. ”Miotła”. Ślubowanie złożyła przed komendantem Batalionów Chłopskich – Antonim Załęskim ps. ”TORF”, w obecności Kuligowskiego ps. ”Wierzba” oraz Józefa Makowskiego ps. ”Środa”. Była łączniczką i sanitariuszką w miejscowości Budy Sułkowskie. Jej działalność obejmowała gm. Regimin, częściowo gm. Dąbrowa, Stupsk, Konopki i wiele innych miejscowości, takich jak: Strzegowo, Drogiszka, Niedzbórz, Żurominek. Prowadziła działalność kolportażową prasy podziemnej oraz brała udział w udzielaniu pomocy rannym partyzantom, m.in. po walce pod wsią Pokrytki, gm. Regimin. Działalność konspiracyjną zakończyła po wkroczeniu Armii Czerwonej, tj. 17 stycznia 1945 r.

## Życiorys
Urodziła się 10 kwietnia 1925 r. we wsi Budy Sułkowskie gm. Regimin. Jej ojcem był Stanisław Krysiak, a matką Pelagia. Dzieciństwo spędziła w Budach Sułkowskich. Szkołę podstawową ukończyła w Niedzborzu w 1939 r.

### Lata 40.
W czasie okupacji pracowała wraz z rodzicami na gospodarce w Budach Sułkowskich. W jej domu znajdował się punkt kontaktowy, w którym odbywały się zebrania Batalionów Chłopskich, do których należała cała rodzina. W zagrodzie znajdowało się radio, które obsługiwała wraz z bratem. Wiadomości zdobyte z nasłuchu przekazywała do kolejnych punktów kontaktowych oraz osobom zaufanym. Niezależnie od tych czynności zbierała i przekazywała prowiant i wyposażenie dla partyzantów. Jej bezpośrednim przełożonym był Stanisław Sychowski, pseudonim ”Miotła”, który w czerwcu 1942 r. przedstawił ją do przysięgi. Przyjęła pseudonim ”Biedronka”.
Po złożeniu przysięgi została skierowana na przeszkolenia sanitarne do kierownika apteki w Mławie-Marię Lipka, która zaopatrywała ją również w potrzebne medykamenty. Działalność jej ruchu oporu zakończyła się w 1945 r.

### Życie prywatne
W 1953 wyszła za mąż za Walentego Siwkowskiego. Razem z mężem wyjechała do Miłomłyna, gdzie przez 28 lat pracowała jako kierowniczka sklepu. Razem z Walentym mieli dwóch synów: Stanisława i Krzysztofa. Zmarła 8 sierpnia 2006 roku w Miłomłynie. Została pochowana na cmentarzu w Miłomłynie.

## Ordery i odznaczenia
- Brązowy Krzyż Zasługi
- Odznaka honorowa „Zasłużony dla Warmii i Mazur”
- Srebrny Krzyż Zasługi
- Medal 40-lecia Polski Ludowej
- Krzyż Batalionów Chłopskich
- Odznaka „Weteran Walk o Wolność i Niepodległość Ojczyzny”